# Chalcis praevolans
Chalcis praevolans är en stekelart som beskrevs av Cockerell 1907. Chalcis praevolans ingår i släktet Chalcis och familjen bredlårsteklar. Inga underarter finns listade i Catalogue of Life.